# 118401 LINEAR
أل آي أن إي أي أر (ويعرف أيضًا باسم 118401 أل آي أن إي أي أر وفق تسمية الكوكب الصغير) (بالإنجليزية: LINEAR)‏ هو كويكب ضمن حزام الكويكبات؛ وترتيبه 118401 من حيث الاكتشاف.
اكتُشف هذا الجُرم الفلكي بواسطة بحث لنكولن عن الكويكبات القريبة من الأرض في 7 سبتمبر 1999، وأُطلق عليه هذا الاسم نسبةً إلى بحث لنكولن عن الكويكبات القريبة من الأرض.

## وصلات خارجية
- 118401 LINEAR في قاعدة بيانات مختبر الدفع النفاث لأجرام النظام الشمسي الصغيرة

- الاكتشاف · مخطط المدار ·  العناصر المدارية · المعلمات المادية

- 118401 LINEAR على موقع ويكي سكاي: DSS2, SDSS, GALEX, IRAS, Hydrogen α, X-Ray, Astrophoto, Sky Map, Articles and images